# Seleção Moçambicana de Hóquei em Patins Masculino

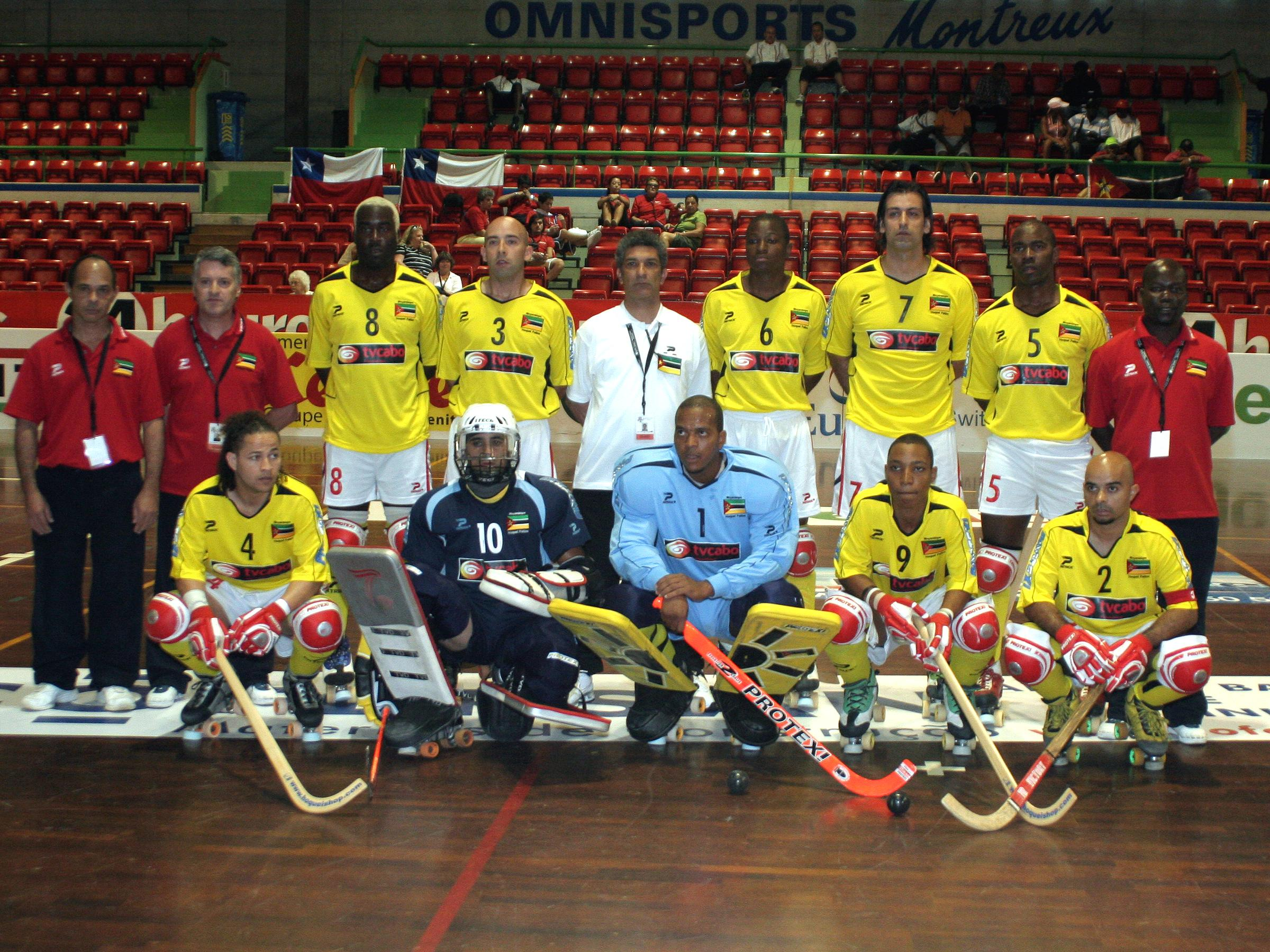
Seleção moçambicana que disputou o mundial de 2007

A Seleção Moçambicana de hóquei patins é a equipa nacional de Moçambique, gerida pela Federação Moçambicana de Patinagem (FMP), que representa Moçambique nas competições de hóquei em patins organizadas pela FIRS e pela CIRH.

## Recordes Resultados

### Maiores Vitórias
| Data       | Partida    | Partida | Partida       |
| ---------- | ---------- | ------- | ------------- |
| 08-09-1998 | Moçambique | 54 - 0  | Taipé Chinesa |
| 17-10-1992 | Moçambique | 30 - 1  | Índia         |
| 08-11-1994 | Moçambique | 22 - 2  | Japão         |

### Maiores Derrotas
| Data       | Partida  | Partida | Partida    |
| ---------- | -------- | ------- | ---------- |
| 01-11-1978 | Portugal | 19 - 0  | Moçambique |
| 08-06-1999 | Portugal | 18 - 2  | Moçambique |
| 14-09-1988 | Portugal | 16 - 0  | Moçambique |

## Elenco Atual
Seleção Convocada para o Campeonato do Mundo de Hóquei em Patins Masculino de 2015.
| Jogador           | Posição      | Clube            |
| ----------------- | ------------ | ---------------- |
| Alfredo Mandjate  | Guarda-Redes | Desportivo       |
| Carlos Silva      | Guarda-Redes | Basileia         |
| Pedro Martins     | Defesa/Médio | Sp. Tomar        |
| Bruno Pinto (cap) | Defesa/Médio | Riba d’Ave       |
| Nuno Araújo"      | Defesa/Médio | AD Valongo       |
| Filipe Nabais     | Defesa/Médio | Campo de Ourique |
| Marinho           | Avançado     | Alenquer         |
| Maninho Esculudes | Avançado     | Estrela Vermelha |
| Filipe Vaz        | Avançado     | Marinhense       |
| Kevin Pimentel    | Avançado     | Desportivo       |

Equipa Tecnica:
Pedro Nunes
Pedro Pimentel
Coordenadores: 
Abdul Azize
Bruno Pimentel
Ana Paula Pimentel
José Carlos Lopes Pereira
Fisioterapeuta: 
Abel Manhiça
Presidente da Federação: 
Nicolau Manjate

## Campeonatos do Mundo — Elite
Participação da Selecção de Moçambique nos Mundiais de Hoquei em Patins.
| Ano  | Cidade sede                        | Vencedor  | 2º lugar  | 3º lugar  |                  |
| ---- | ---------------------------------- | --------- | --------- | --------- | ---------------- |
| 2026 |                                    |           |           |           |                  |
| 2024 | Novara                             | Espanha   | Argentina | Itália    | Moçambique (21º) |
| 2022 | San Juan                           | Argentina | Portugal  | França    | Moçambique (10º) |
| 2017 | Nanjing                            | Espanha   | Portugal  | Argentina | Moçambique (8º)  |
| 2015 | La Roche-sur-Yon                   | Argentina | Espanha   | Portugal  | Moçambique (7º)  |
| 2013 | Luanda e Namibe (actual Moçâmedes) | Espanha   | Argentina | Portugal  | Moçambique (7º)  |
| 2011 | San Juan                           | Espanha   | Argentina | Portugal  | Moçambique (4º)  |
| 2009 | Vigo                               | Espanha   | Argentina | Portugal  | Moçambique (11º) |
| 2007 | Montreux                           | Espanha   | Suíça     | Argentina | Moçambique (9º)  |
| 2005 | São José                           | Espanha   | Argentina | Portugal  | Moçambique (15º) |
| 2003 | Oliveira de Azeméis                | Portugal  | Itália    | Espanha   | Moçambique (10º) |
| 2001 | San Juan                           | Espanha   | Argentina | Itália    | Moçambique (8º)  |
| 1999 | Reus                               | Argentina | Espanha   | Portugal  | Moçambique (10º) |
| 1988 | Corunha                            | Itália    | Espanha   | Portugal  | Moçambique (10º) |
| 1978 | San Juan                           | Argentina | Espanha   | Portugal  | Moçambique (11º) |

## Campeonato do Mundo B / Intercontinental
| Ano  | Local            | Vencedor       | 2º Lugar   | 3º Lugar   | 4º Lugar        |
| ---- | ---------------- | -------------- | ---------- | ---------- | --------------- |
| 2022 | San Juan         | Colombia       | Moçambique | Andorra    | Suiça           |
| 2019 | Barcelona        | Moçambique     | Andorra    | Suiça      | Alemanha        |
| 2006 | Montevideo       | Moçambique     | Holanda    | Colômbia   | Macau           |
| 1998 | Macau            | Chile          | Inglaterra | Moçambique | Andorra         |
| 1996 | Veracruz         | Estados Unidos | Holanda    | Colômbia   | Moçambique (6º) |
| 1994 | Chile            | França         | Angola     | Chile      | Moçambique (7º) |
| 1992 | Andorra          | Andorra        | França     | Angola     | Moçambique (4º) |
| 1990 | Macau            | Brasil         | Suíça      | Austrália  | Moçambique (9º) |
| 1986 | Cidade do México | Alemanha       | Holanda    | Moçambique | Austrália       |

## Taça Challenger
| Ano  | Local  | Vencedor | 18º Lugar | 19º Lugar     | Class.         |
| ---- | ------ | -------- | --------- | ------------- | -------------- |
| 2024 | Novara | Áustria  | Uruguai   | Países Baixos | Moçambique 21º |

## Campeonato Africano de Nações
| Ano  | País sede | Campeão | Vice-campeão | 3.º           | 4.º      |
| ---- | --------- | ------- | ------------ | ------------- | -------- |
| 2019 | Luanda    | Angola  | Moçambique   | Egito         |          |
| 2023 | Cairo     | Angola  | Egito        | África do Sul | desistiu |

| Moçambique                 | Moçambique               |
| Nome                       | Clube                    |
| -------------------------- | ------------------------ |
| Carlos Silva               | Diessbach                |
| Alfredo Mandlate “Fedinho” | Desportivo               |
| Bruno Pinto "Serôdio"      | Riba d'Ave               |
| Rafael Elias               | Desportivo               |
| Manfrede Calange           | Ferroviário              |
| Filipe Nabais              | GD Sesimbra              |
| Kevin Pimentel             | Desportivo               |
| Filipe Vaz                 | SC Marinhense            |
| Pedro Pimentel Jr.         | Desportivo               |
| Ivan Esculudes             | Estrela Vermelha         |
| Mário Rodriguez            | Sport Alenquer e Benfica |
| Treinador                  | Pedro Nunes              |

## Torneio de Montreux
| Ano  | Campeão   | Finalista |                 |
| ---- | --------- | --------- | --------------- |
| 1989 | Argentina | Novara    | Moçambique (9º) |
| 1987 | Portugal  | Argentina | Moçambique (7º) |